# Chiesa abbaziale di Santa Maria Laach

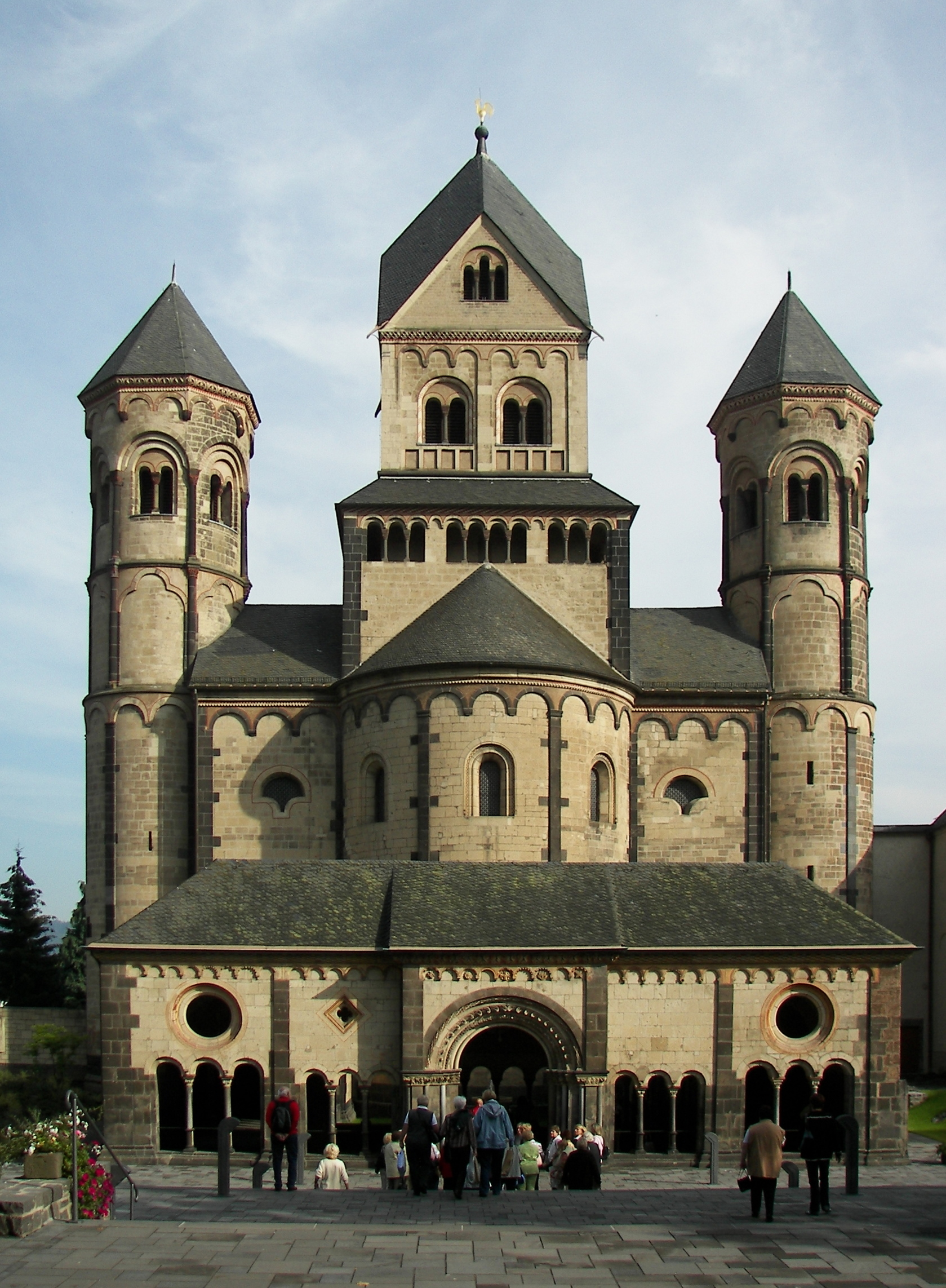
Il fronte principale (ad ovest) con l'abside e il paradisium, un nartece che racchiude un giardino

La chiesa abbaziale di Santa Maria Laach (in tedesco: Abtei Maria Laach) è una chiesa fa parte di un'abbazia benedettina situata sulla riva sudoccidentale del Laacher See vicino Andernach, nella regione di Eifel della Renania-Palatinato, in Germania. Per quasi 770 anni l'abbazia rimase conosciuta semplicemente come abbazia di Laach, prima che i gesuiti, nel 1862, vi aggiungessero il nome di Maria.
Nel 1926 è stata insignita del titolo di basilica minore.

## Storia

### La fondazione e il medioevo
Nel 1093 l'abbazia venne fondata come prioria dell'abbazia di Affligem (situata oggi in Belgio) dal primo conte palatino del Reno Enrico II di Laach e sua moglie Adelaide di Weimar-Orlamünde, vedova di Adalberto II di Ballenstedt e di Ermanno II di Lotaringia. L'abbazia divenne indipendente nel 1127, sotto il suo primo abate, Gilberto. Ermanno, che aveva fondato anche la stessa Affligem, era un personaggio che promuoveva la riforma cluniacense.
Durante il XII secolo l'abbazia divenne un interessante centro di studio, e con gli abati Alberto (1199-1217) e Teoderico II (1256-1295) l'edificio della chiesa abbaziale venne completato.
Al pari di altre abbazie tedesche, Santa Maria Laach decadde nel XIV e XV secolo, prima di entrare nella sfera di influenza della Bursfelder Kongregation. Risalgono a questo periodo i contributi di figure come Jakob Siberti, Tilman di Bonn, Benedetto di Munstereifel e il priore Johannes Butzbach. Politicamente entrò a far parte dell'elettorato di Treviri in unione personale col principe arcivescovo di Treviri. 

### La secolarizzazione e i gesuiti
L'abbazia venne secolarizzata nel 1802. Nel 1863 l'edificio venne acquistato dalla Compagnia del Gesù, che vi stabilì una scuola per fanciulli e un centro di approfondimento per studiosi. I gesuiti furono obbligati ad andarsene durante il Kulturkampf nel 1892.
La chiesa subì notevoli danni strutturali a seguito della riduzione del livello del lago nel XIX secolo e dei conseguenti cedimenti nell'assetto idrogeologico della zona. Venne restaurata all'incirca nel 1830, poi di nuovo nel 1885 dopo un incendio, e negli anni trenta del Novecento.

### La rifondazione benedettina

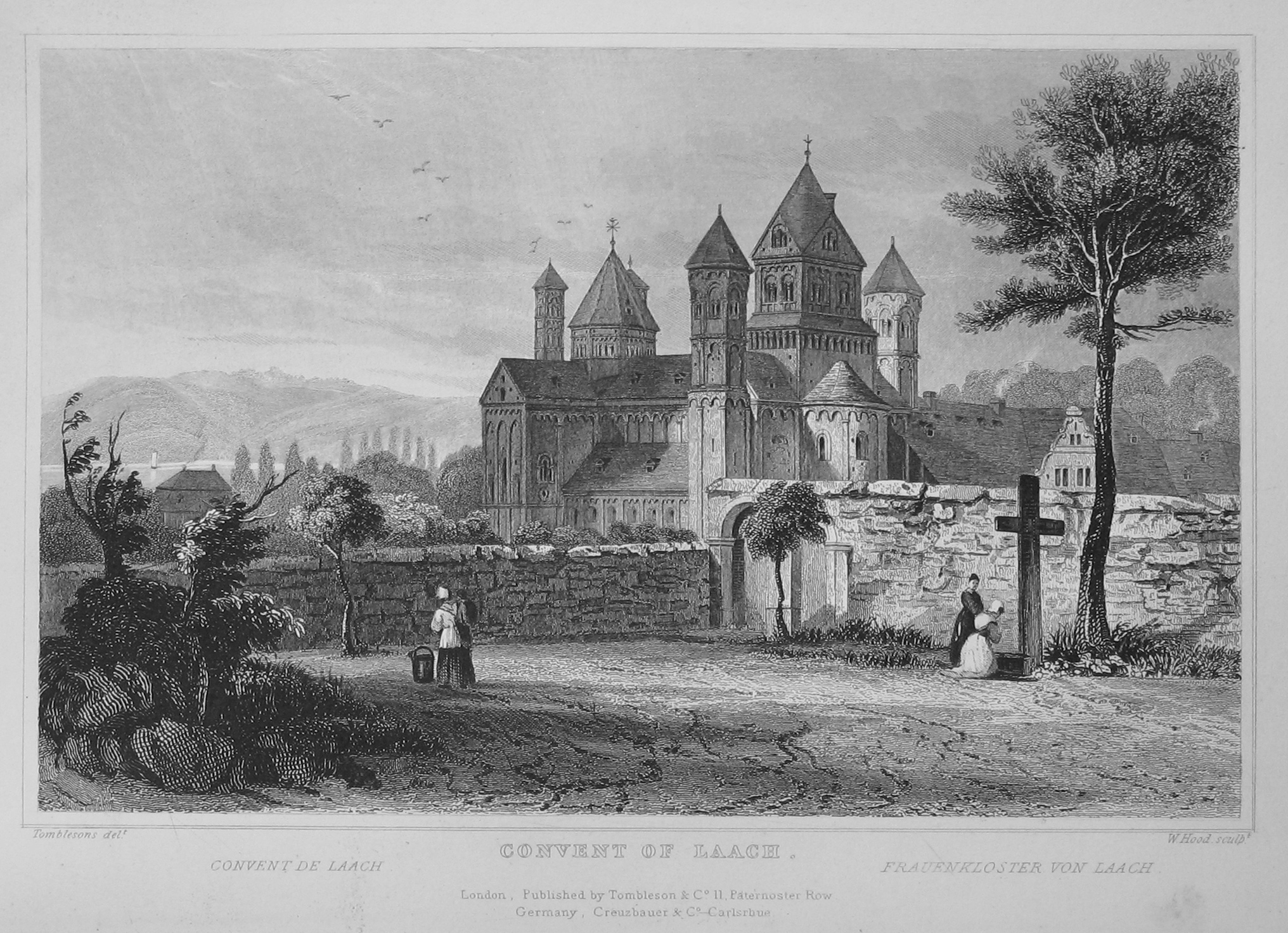
Stampa con veduta ottocentesca di Santa Maria Laach

I benedettini, della Congregazione beuronese, tornarono nel convento nel 1892 e l'anno successivo riprendeva il titolo di abbazia. La chiesa, all'epoca in territorio appartenente alla Prussia, venne inaugurata nel 1897 dal kaiser Guglielmo II. Nella prima metà del XX secolo Laach ebbe un ruolo di preminenza nel Liturgische Bewegung (movimento liturgico).

### Relazione controversa con il regime nazista
L'abbazia di Santa Maria Laach fu utilizzata dal regime nazista tra il 1933 e il 1945. Quando Heinrich Böll scriveva Biliardo alle nove e mezzo (Billard um halb zehn) citando un monastero benedettino pare che pensasse proprio a Laach. Questi collegamenti sono stati oggetto di studi recenti.

## Descrizione
Caposaldo dell'architettura romanica in Germania, nonostante il lungo arco di tempo della costruzione, l'aspetto dell'edificio si presenta unitario e caratterizzato da un complesso accostamento di volumi differenti. La parte centrale è racchiusa dalla zona monumentale del transetto e dal Westwerk, entrambi affiancati da due torri (da un lato a base quadrata, dall'altro rotonda); inoltre all'incrocio del transetto con la navata si erge un corpo ottagonale, mentre il Westwerk è dominato da una robusta torre centrale a volumi parallelepipedali sovrapposti, culminante con un tetto a spioventi, che segna il punto più alto della basilica. Le pareti esterne sono movimentale da lesene in pietra più scura ed archetti pensili.
La caratteristica principale di questa chiesa è che le strutture portanti sia all'esterno che all'interno sono in pietra lavica scura, mentre le pareti e tutto il resto sono in arenaria giallo ocra.
Il risultato è di una struttura giallo ocra con semicolonne, costoloni e archetti ornamentali scuri, molto ben evidenziati e sottolineati che sembrano un ricamo continuo lungo tutta la struttura. Inoltre, tutti i ricami a sbalzo in pietra scura, le arcate cieche e i capitelli sono sottolineati con un filo di pittura rossa e gialla all'esterno e rossa, gialla e azzurra all'interno, che accentua l'effetto ricamo.
La navata centrale non rispetta il sistema obbligato – siamo lontani da Spira -, una campata per ciascun arco della navata, così come per le navate laterali. Volte a vela e senza costoloni, come a Spira. Pilastri con semicolonne che portano, all'attacco dei costoloni, capitelli, anch'essi sottolineati con colorazioni vivaci. Anche gli attacchi dei pilastri alle arcate portano delicati cornicioni, anch'essi colorati.
Anche la cripta è in doppio colore grigio scuro e ocra. Qui i capitelli sono semplici cubi smussati, dipinti con i colori delle navate.
La chiesa ha due absidi ai lati estremi della navata, entrambe semicircolari con mosaici di epoca successiva, sulla volta dell'abside orientale. I mosaici si basano su quelli presenti nelle cattedrali siciliane di Cefalù e Monreale.

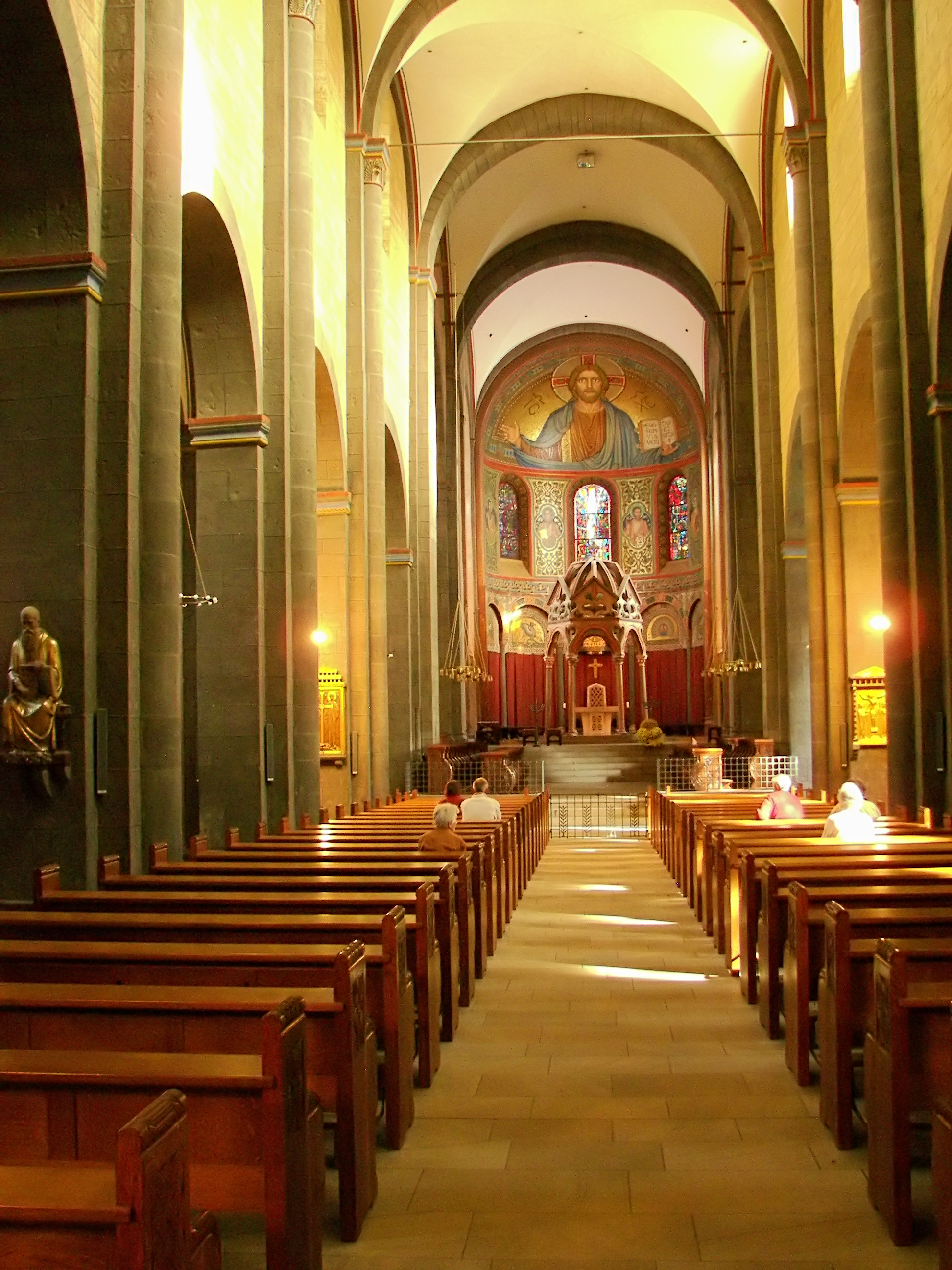
L'interno della chiesa

La chiesa custodisce il sarcofago di Enrico II, sormontato da statua lignea con viso di giovinetto, del 1270. 
Prezioso è l'altare maggiore dell'epoca.

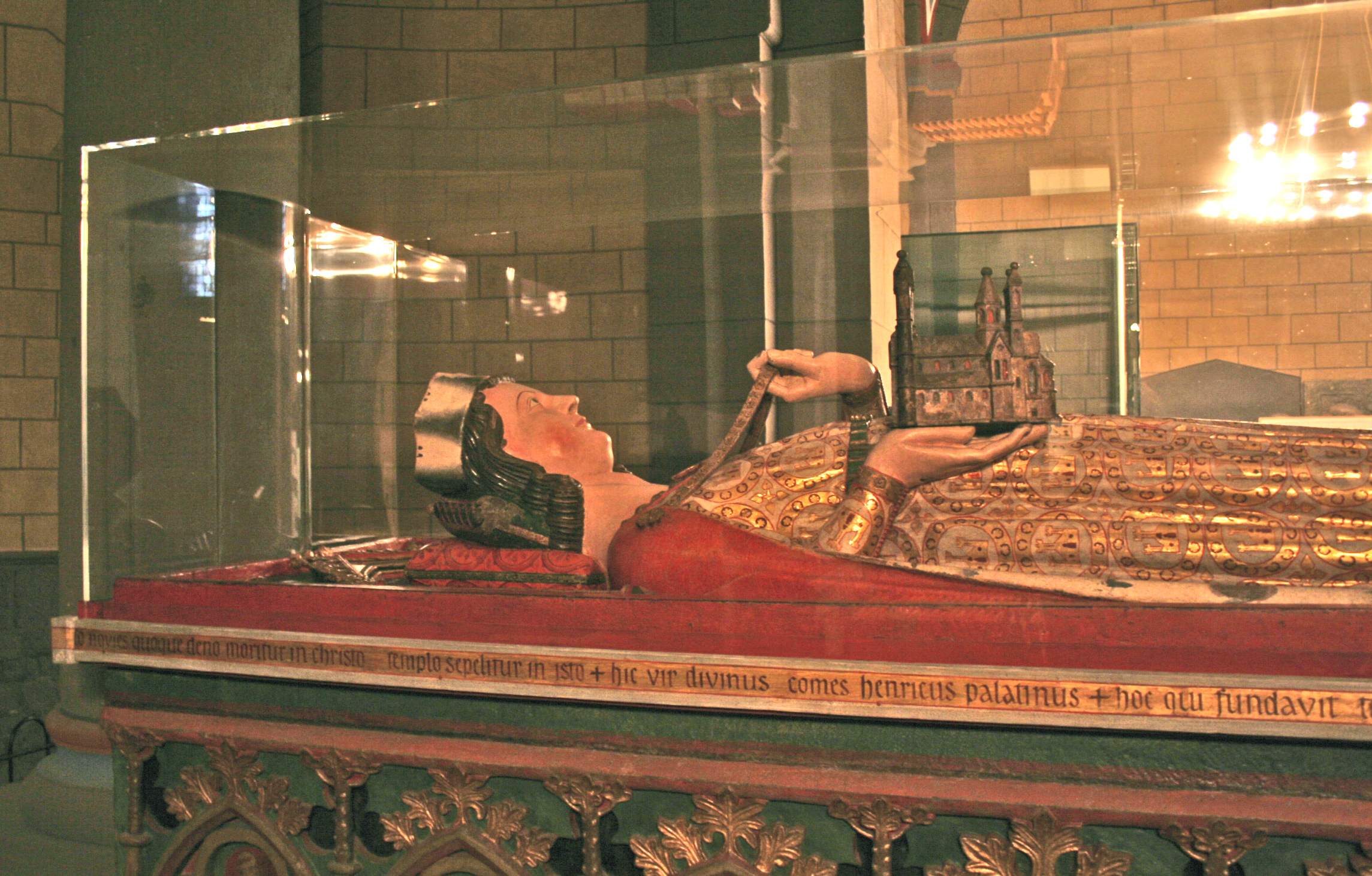
Sarcofago ligneo di Enrico II

Il portale d'ingresso, sul lato ovest, è riccamente ricamato e sottolineato con i colori tipici della chiesa. I preziosi capitelli delle colonnine, di ottima fattura, sono realizzati con motivi floreali, animali o con figure umane. Un atrio con colonne binate, con al centro una fontana retta da leoni, che ricorda l'Alhambra di Granada, precede l'ingresso alla chiesa. L'accesso all'interno della chiesa è da un lato dell'abside occidentale.
Un complesso di sei torri svetta sulla chiesa, quattro scalarie ai lati delle navate, cilindriche ad ovest e quadrate ad est. La torre all'incrocio del transetto occidentale con la navata è quadrata; quella sulla crociera orientale è ottagonale. Entrambe sono del tipo chiuso, non illuminano all'interno. Il tutto arricchito con un trionfo di archi ciechi, semicolonne ed archetti ornamentali di colore scuro con pitture rosse.